# Jonas Bohlin
Jonas Bohlin (Stoccolma, 10 febbraio 1953) è un designer svedese.

## Formazione

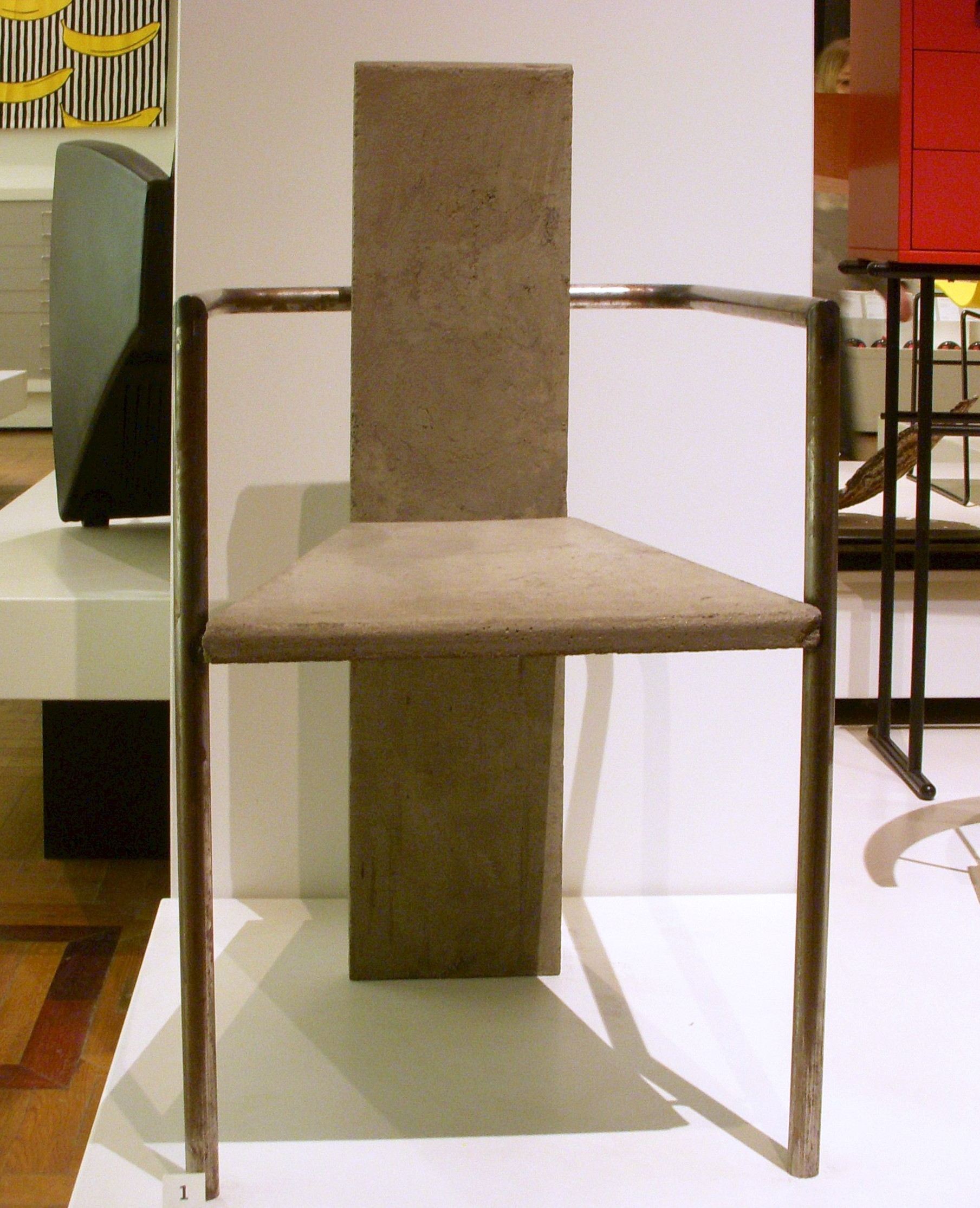
Sedia di design realizzata da Bohlin

Dopo essersi formato come ingegnere civile ha studiato tra il '76 e l' '81 design d'interni all'Università delle Arti, Artigianato e Design a Stoccolma.

## Attività
Bohlin ha realizzato molti dei suoi progetti autoproducendoli con il suo studio, fondato nel 1983, e esponendoli nella sua galleria ‘'Stockholm Mobile'’. Solo alcuni dei suoi progetti sono stati prodotti dalla Källemo..
Dal 1988 è diventato docente, nel corso di Forma, alla Scuola di Design ‘'Beckman'’ a Stoccolma.
Dal 1991 al 1993 è stato presidente dell'Associazione Nazionale degli Architetti d'Interni Svedesi.

## Contributo e opere
La seduta ‘'Concrete'’, presentata con la sua tesi di laurea, e frutto dei suoi studi ingegneristici sui ponti, è diventata il simbolo del Post-modernismo svedese, sconvolgendo i principi del buon design svedese. Essa realizzata con un tubolare in acciaio e in calcestruzzo rappresenta più un oggetto artistico che strettamente funzionale.

## Premi
Nel 1988 ha ricevuto il premio Georg Jensen